# Hoogkerk
Hoogkerk is een dorp en wijk in het westen van de gemeente Groningen. Tot 1969 was Hoogkerk een zelfstandige gemeente, die tot het Westerkwartier werd gerekend.

## Beschrijving
De naam betekent hoog gelegen kerk ter onderscheid van de nabije laag gelegen kerk van het dorp Leegkerk, dat ook tot de opgeheven gemeente Hoogkerk behoorde. In 1379 is er voor het eerst sprake van cives Alte Ecclesie in Liuwerdewolde, buurgenoten van Hoogkerk in Lieuwerderwolde, zoals het gebied van Hoog- en Leegkerk toen heette.
De kerk van Hoogkerk is gebouwd in de 13e eeuw. In het dorp, aan het Hoendiep, heeft vroeger de borg Elmersmastede gestaan.
Per 1 januari 1969 werd Hoogkerk samengevoegd met de gemeente Groningen. Het is daarna nog jarenlang echt een apart dorp gebleven, maar de groei van Groningen is inmiddels zover gevorderd dat de stad vrijwel aan Hoogkerk is vastgegroeid dankzij de bouw van de wijken Gravenburg en  De Buitenhof. Het heeft echter nog steeds aparte plaatsnaamborden, en er is ook nog steeds een apart gemeenteloket aanwezig.
Het dorp wordt gekarakteriseerd door de aan het Hoendiep gelegen CSM-suikerfabriek, sinds 2007 van de Suiker Unie. Samen met de voormalige strokartonfabriek, nu kartonfabriek "D'Halm" (1913), en de teerfabriek "Esha" geeft deze de omgeving een industrieel karakter.
Hoogkerk ligt aan de spoorlijn Leeuwarden - Groningen. Van 1866 tot 1951 was er een spoorweghalte Hoogkerk-Vierverlaten. Nu het inwonertal sterk is gestegen, zijn er plannen om opnieuw een halte Hoogkerk te openen.
Hoogkerk had tot 1 juli 2015 twee amateurvoetbalverenigingen, VV Hoogkerk, opgericht op 21 augustus 1931 en CSVH, op 24 september 1951 afgesplitst van VV Hoogkerk. De clubkleuren van VV Hoogkerk waren groen en wit, terwijl CSVH in groen en zwart speelden. Beide clubs hadden sinds 1998 samen een jeugdafdeling, genaamd SJO De Held. Op 4 juli 2015 zijn beide clubs gefuseerd tot voetbalvereniging HFC'15, waarbij ook de gezamenlijke jeugdopleiding opgenomen werd. Ook zijn er in Hoogkerk sportclubs voor onder meer hockey, badminton en korfbal.
In de hervormde kerk in Hoogkerk ligt de Schotse professor William Makdowell, de eerste hoogleraar wijsbegeerte aan de Rijksuniversiteit Groningen, begraven naast zijn eerste vrouw Bernardine van Fritema. Naar hem is de Hoogkerkse  doedelzakband, de MacDowell Pipe Band, vernoemd.

## Bevolking
Onderstaande gebieden liggen binnen de komborden van Hoogkerk:
- Hoogkerk dorp 1.865
- Hoogkerk zuid 5.475
- Vierverlaten 135
- Zuidwending 45
- Bangeweer 275
- Gravenburg 2.000

TOTAAL - 9.795 inwoners
Leegkerk heeft eigen buurtschapsborden:
- Leegkerk 75

Volgende gebieden liggen binnen de komborden van Groningen:
- De Kring 330
- Peizerweg 25
- Buitenhof 1.605

TOTAAL wijk Hoogkerk: 12.250 inwoners

## Bijnaam
De bijnaam van Hoogkerkers in het Gronings is Mouskoolstronken (=boerenkoolstronken).

## Afbeeldingen

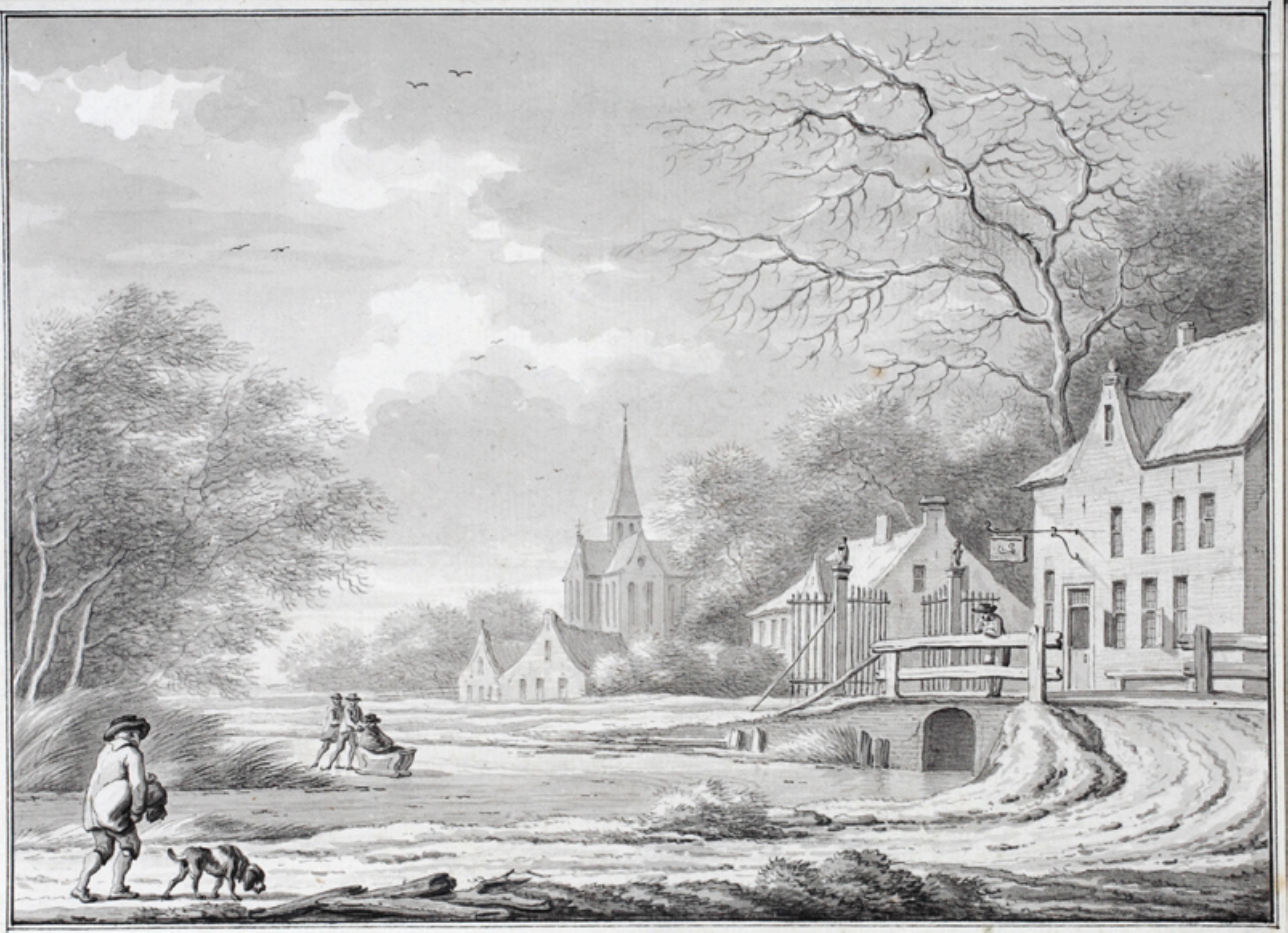
Hoogkerk met tolhuis en kerk in 1784
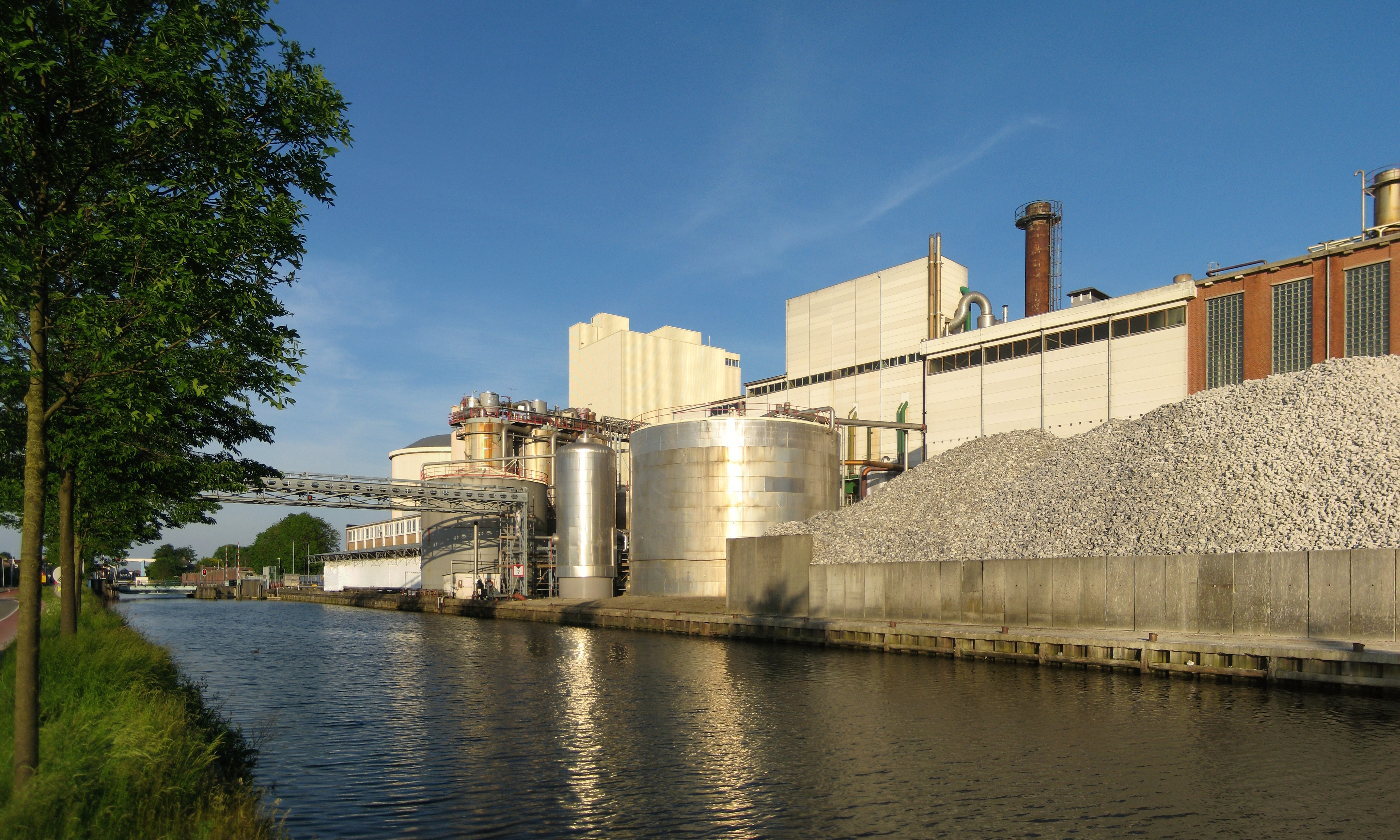
De suikerfabriek van Hoogkerk (2012)
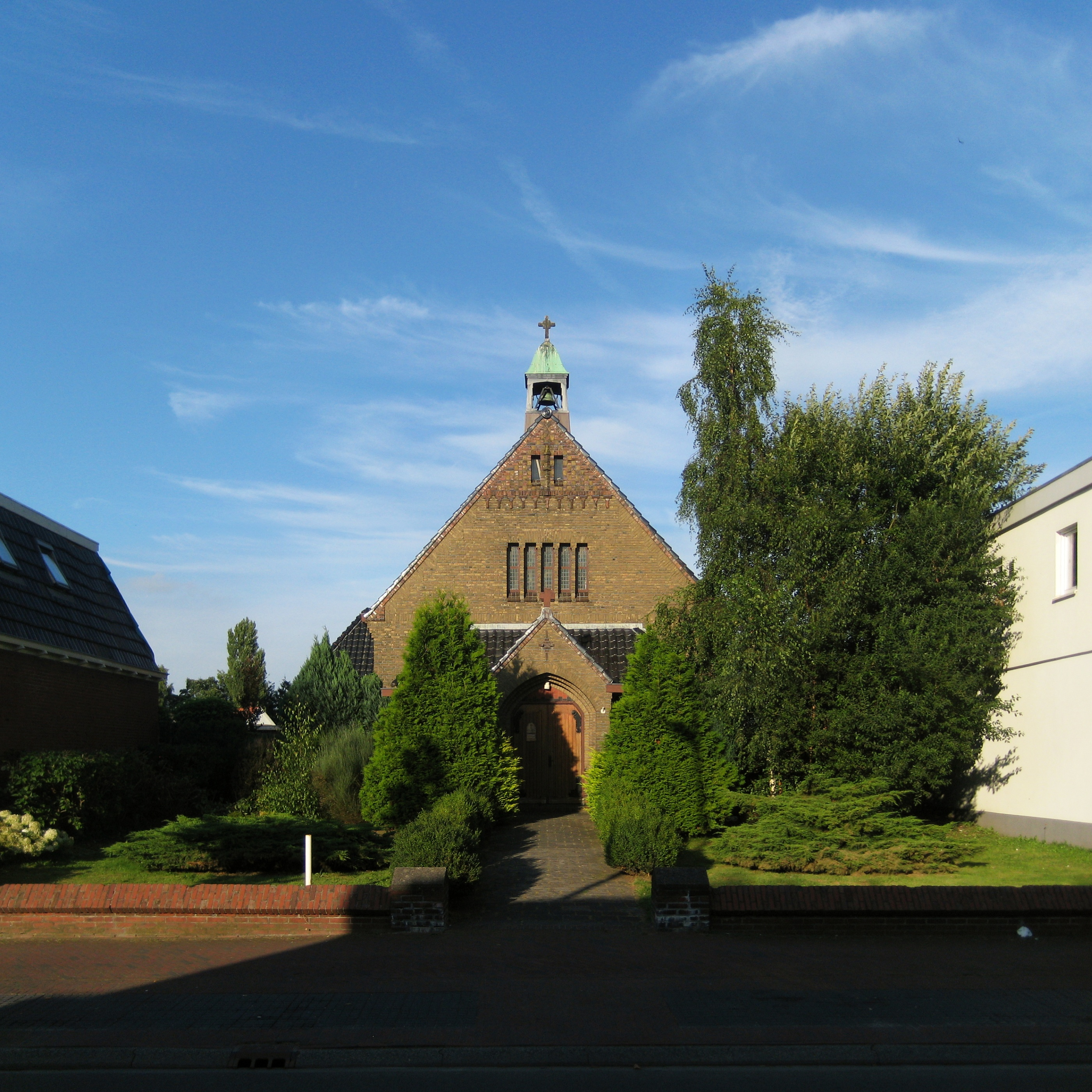
Theresiakapel (2012)
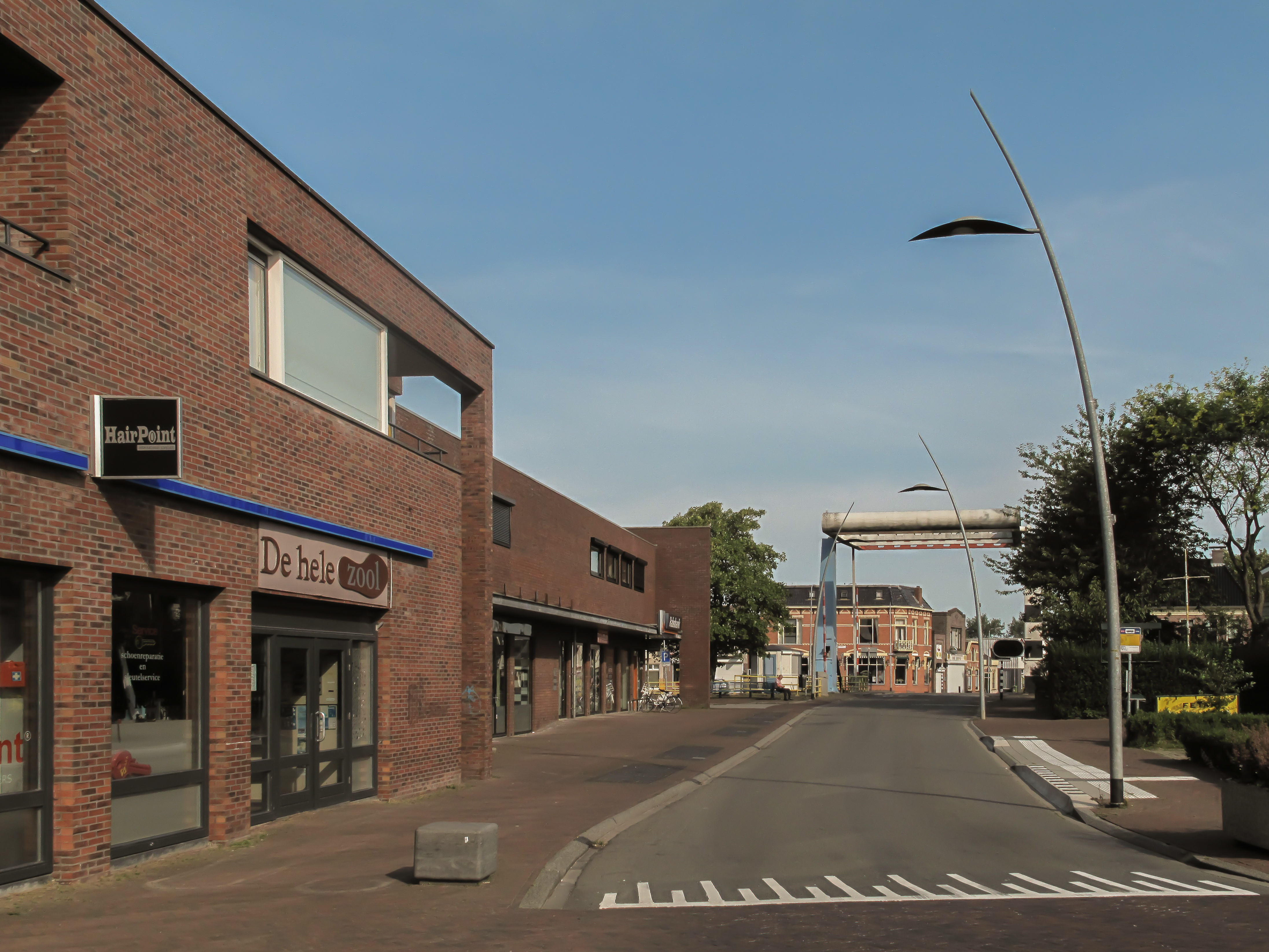
De Zuiderweg met de Hoogkerksterbrug (2013)
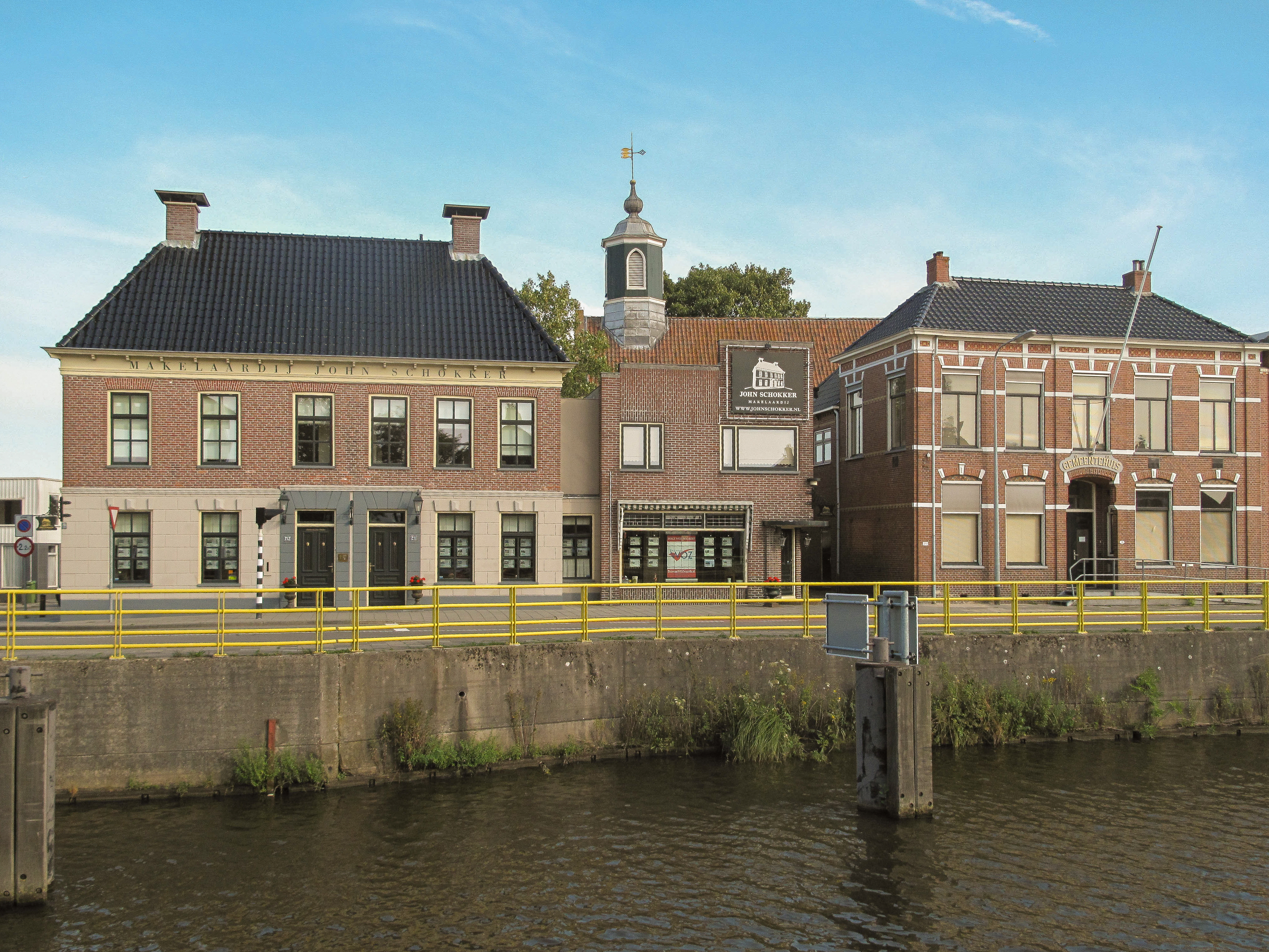
Voormalig gemeentehuis en omgeving
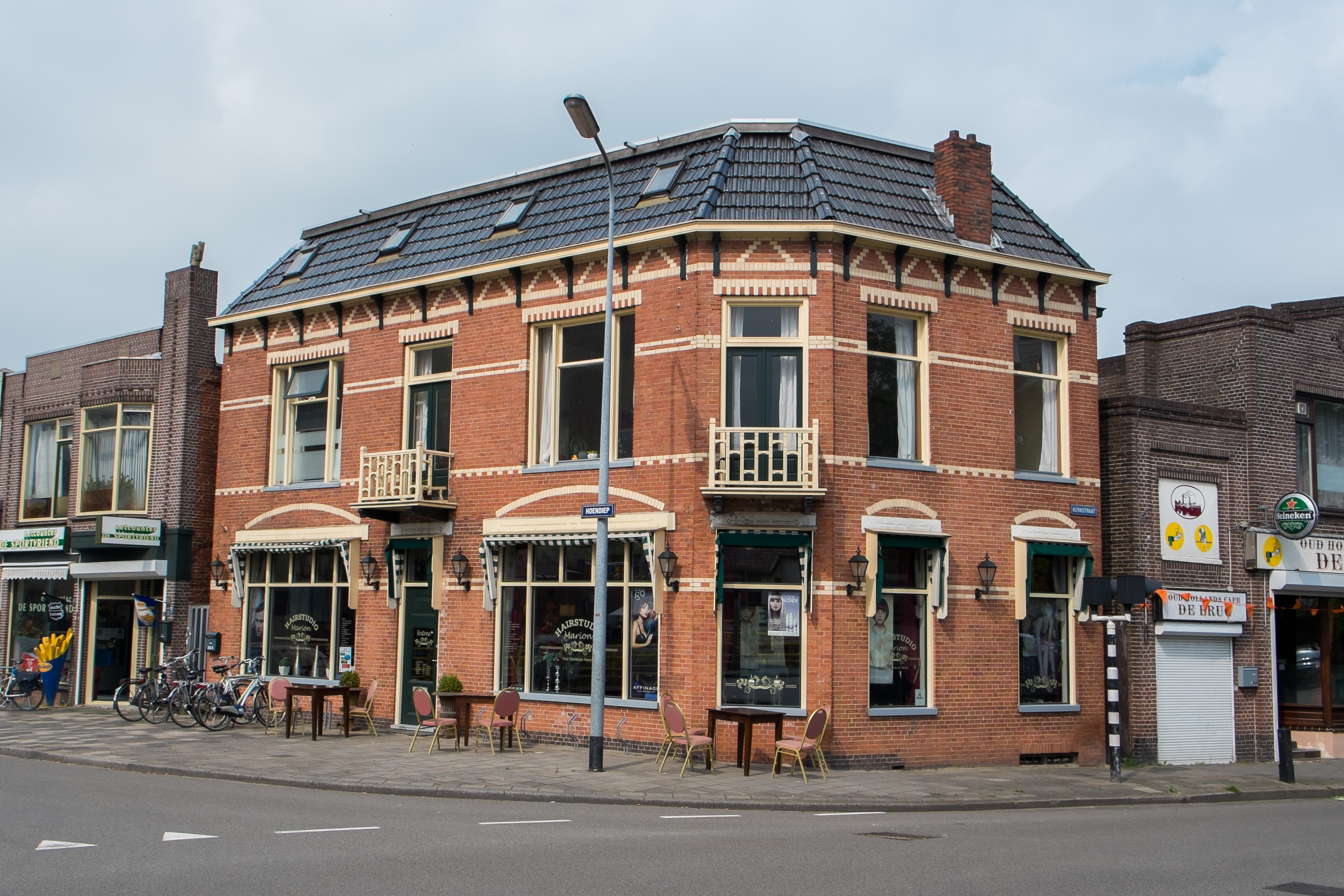
Voormalig café Welgelegen
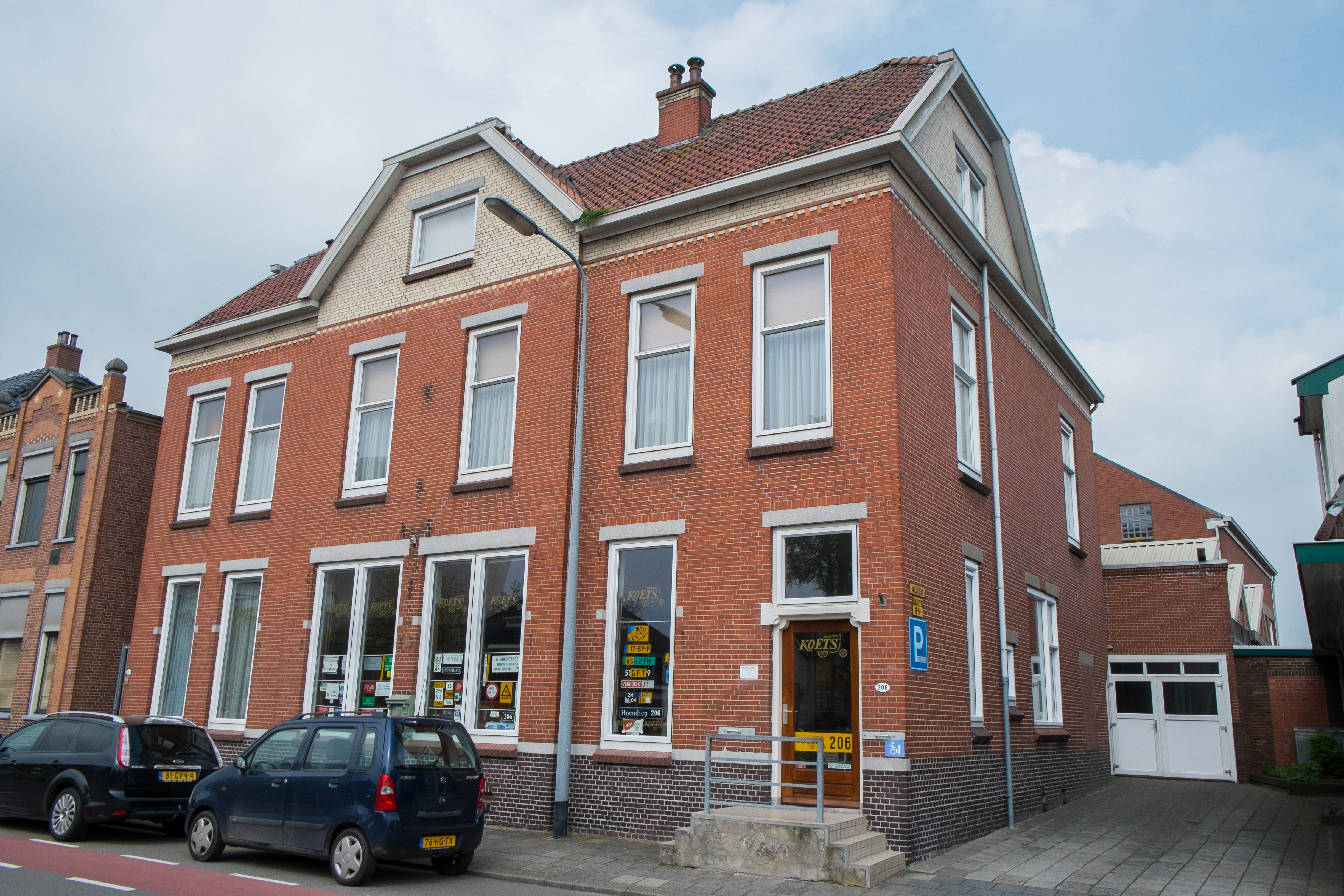
Voormalig post- en telegraafkantoor uit 1916
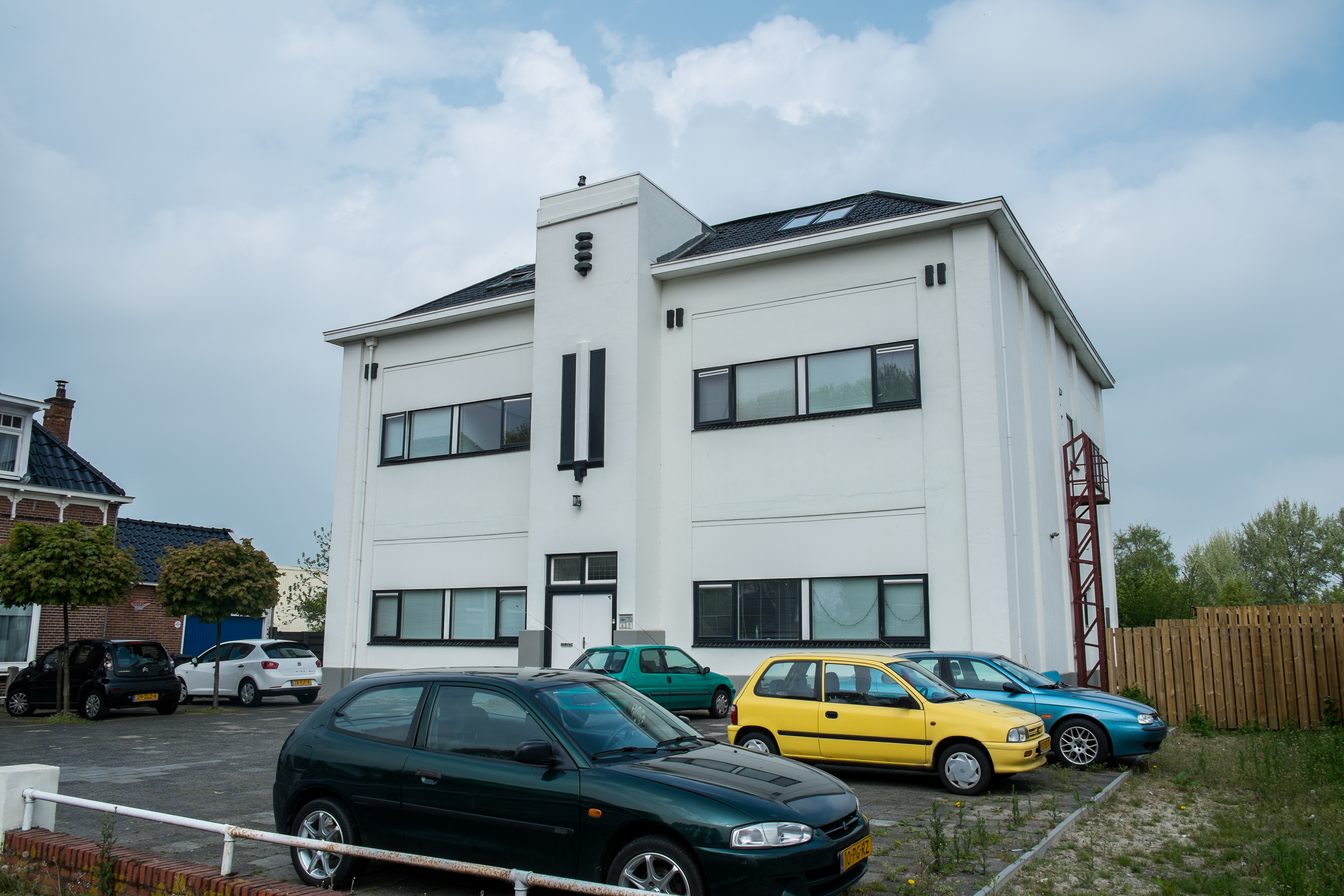
De voormalige openbare lagere school aan het Hoendiep
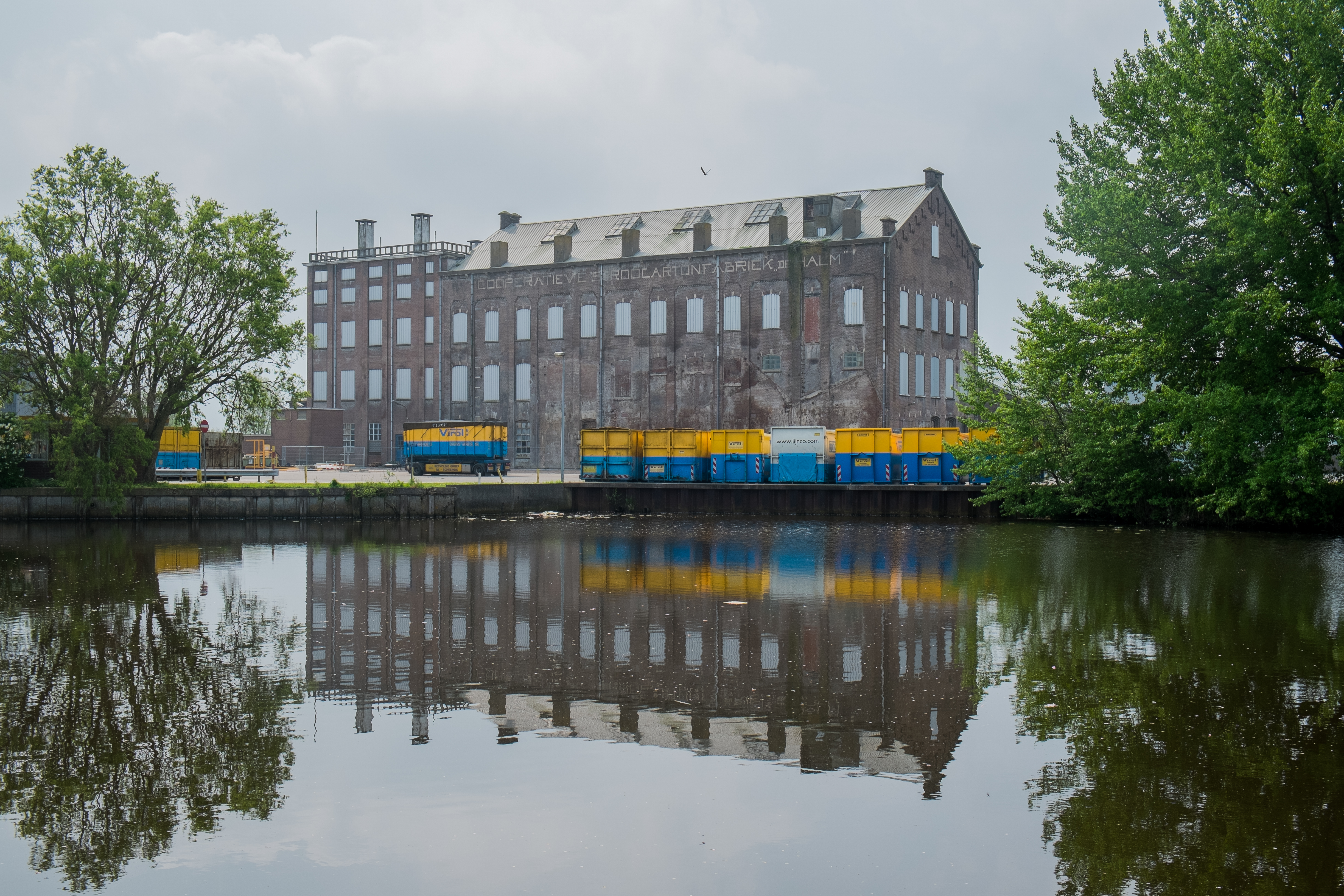
Gebouw van de kartonfabriek De Halm
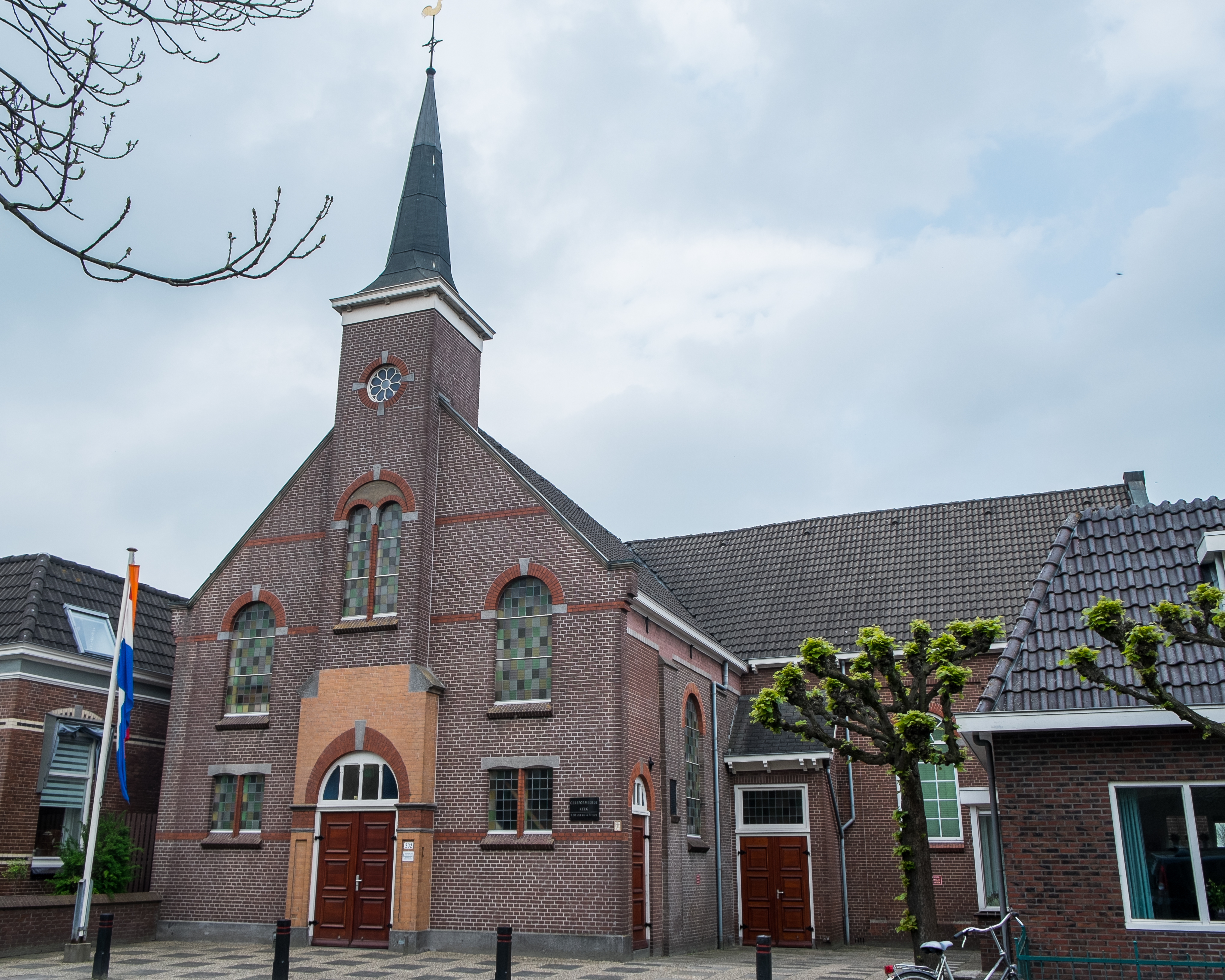
Gereformeerde kerk (sinds 1945 vrijgemaakt) uit 1861
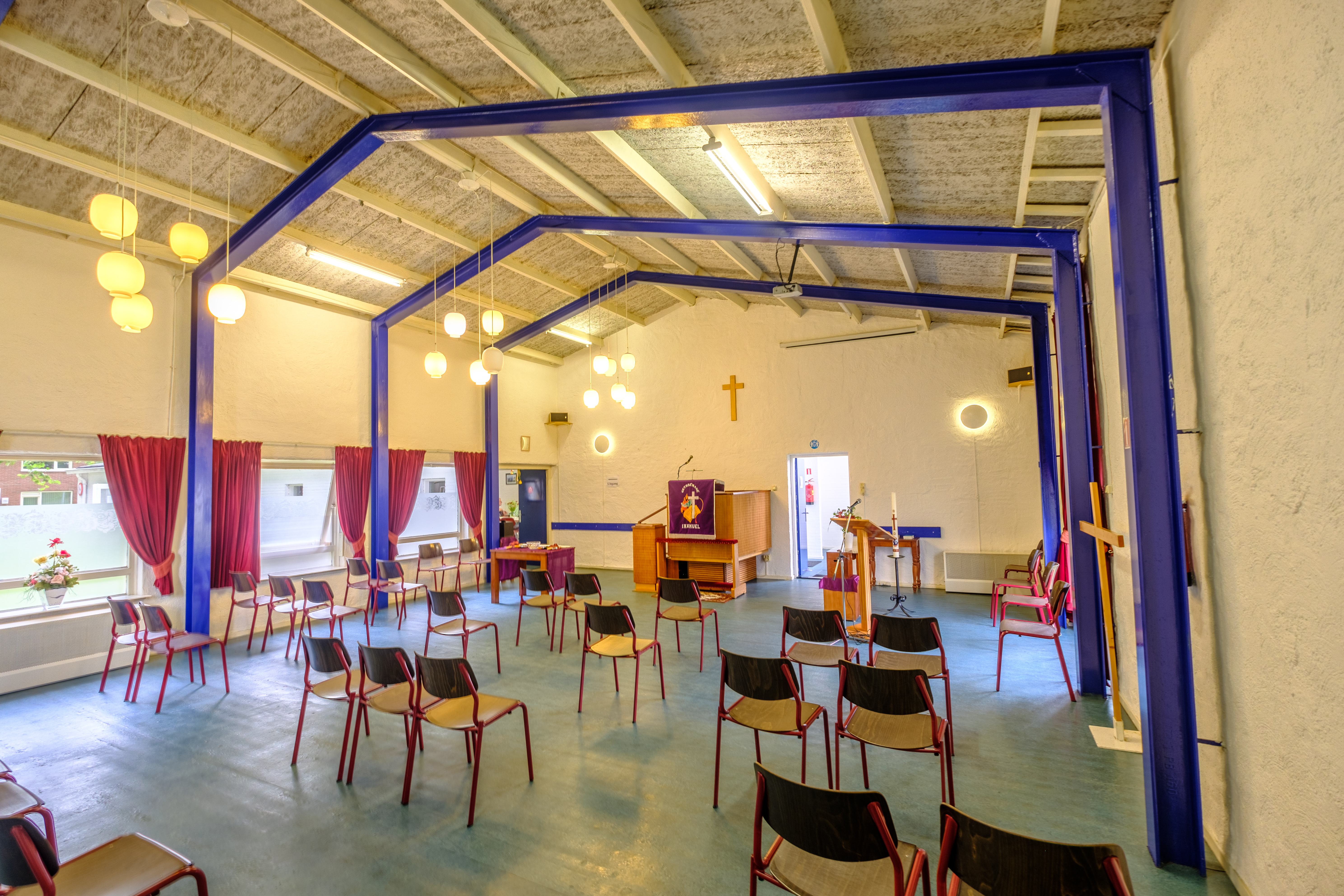
Interieur van de Molukse kerk van Hoogkerk (Molukse Evangelische Kerk Gethsémané) uit 1962

## Geboren in Hoogkerk
- Derk Timens Smid (1824-1907), burgemeester
- Klaas Siekman (1878-1958), architect
- Marten Geertsema (1904-1945), predikant en verzetsstrijder
- Cornelis Antoons (1909-1945), verzetsstrijder
- Albert Smid (1910-1945), verzetsstrijder
- Piet Gunning (1913-1967), veldhockeyspeler
- Henk Staghouwer (1962), politicus
- Sharon Dijksma (1971), politica